# Goethius Salmander
Goethius (Göthe) Artemis Fido Salmander (az eredeti, angol verzióban Newton Artemis Fido Scamander) (1897–) a Harry Potter-univerzum szereplője, mágikus lények kutatója, a Legendás állatok és megfigyelésük könyv szerzője.

## Élete
A legendás bestiák iránti érdeklődés csíráját édesanyja plántálta belé, aki szenvedélyes hippogriff-tenyésztő volt. A Roxfort Boszorkány- és Varázslóképző Szakiskola után (melyet nem sikerült elvégeznie) Salmander a Mágiaügyi Minisztérium Varázslény-felügyeleti Főosztályán helyezkedett el.
Miután eltöltött két, saját bevallása szerint „lélekölően unalmas” évet a Házimanók Áttelepítése Részlegnél, áthelyezték a Bestia Tagozathoz, ahol a bizarr mágikus állatokról szerzett kimagasló tudása gyors előmenetelt biztosított számára.
Azzal együtt, hogy szinte kizárólag Salmander érdeme a Vérfarkasnyilvántartó 1947-es megalapítása, ő maga a kísérleti keresztezést tiltó törvényre a legbüszkébb. Az 1965-ben hatályba lépett jogszabálynak köszönhető, hogy sikerült gátat vetni az új, szelídíthetetlen szörnyetegfajták kitenyésztésének Nagy-Britanniában.
Salmander a Sárkányügyi Kutató és Ellenőrző Központ munkatársaként számos alkalommal járt külföldi kutatóúton. Ezek során gyűjtött anyagot világsikert aratott Legendás állatok és megfigyelésük című művéhez, amely 52 kiadást ért meg.
Göthe Salmandert a mágikus bestiákkal végzett munkásságért 1979-ben a Merlin-díj ezüstfokozatával tüntették ki. A nyugalmazott tudós Dorsetben él feleségével, Porpentinával és három apró kneazle kedvencével: Hopszival, Morcival és Torkossal.

## Családja
Salmander családjáról kevés információnk van.
- Felesége: Porpentina Salmander, szül. Goldstein
- Testvére: Tézeusz Salmander
- Unokája: Rolf Salmander
- Dédunokája: Lysander[1] és Lorcan Salmander